# Campanula macrostachya
Campanula macrostachya là loài thực vật có hoa trong họ Hoa chuông. Loài này được Waldst. & Kit. ex Willd. mô tả khoa học đầu tiên năm 1809.